# 퓌이
퓌이(프랑스어: Pully [pyˈji][*])는 스위스 보주에 있는 지자체로, 라보-오롱구에 있다. 퓌이는 로잔의 동쪽 교외 중 하나이며, 제네바 호수 기슭과 브베와 몽트뢰로 가는 길에 있는 라보 포도원 기슭에 있다.

## 역사
퓌이는 994년에 Pulliacum으로 처음 언급되었다.

### 선사시대
1826년에 약 30개의 무덤이 있는 신석기 시대 묘지가 피에라 포트레에서 발견되었다. 그러나 유물은 완전히 보존되지 않았고, 부싯돌, 칼날과 동석 1개만 남아 있었다. 조각이 아직 존재한다. 샹블랑드 길을 따라 피에라-포트레 근처에서 알베르 나에프(Albert Naef)는 1901-10년에 23개의 무덤을 조사했다. 이 무덤은 1880년부터 1993년 사이에 산발적으로 발굴되고 기록된 유사한 무덤군에 속했다. 지역의 직사각형 무덤은 길이가 약 1m인 4개의 수직 판으로 조립된 상자로 구성되었으며 뚜껑 역할을 하는 다섯 번째 판이 있다. 죽은 사람들은 왼쪽으로 누워 다리를 가슴까지 끌어당기고, 머리는 동쪽을 향하게 했다. 퓌이에서 가장 많이 발견된 석상 무덤은 샹블랑드의 묘지였다. 샹블랑드에서 발견된 수로 인해 모든 유사한 주변 지역의 석상 무덤은 샹블랑드 유형 무덤으로 알려지게 되었다. 샹블랑드의 묘지는 약 100m 길이로 확장되며, 76개의 무덤과 100개가 넘는 유골이 있다. 이 중기 신석기 시대(기원전 4300-3900년) 묘지는 무덤으로 포함되었다. 황토, 다양한 상품(광택 돌 도끼) 및 보석(멧돼지 엄니, 조개껍데기로 만든 펜던트, 산호 및 갈탄). 두 개의 고리, 한 개의 바늘, 단검 및 청동 칼날 도끼는 초기 청동기 시대 무덤에 기인한다. 1992년 후기 청동기 시대의 화장 무덤이 발견되었다.

### 로마 마을
1970년대 대로마 시대의 한 구석인 르 프리외레 건물의 테라스 기초 공사를 하던 중 옛 시대의 마을이 발견되었다. 마을은 1세기 후반에서 4세기 사이의 기간으로 거슬러 올라간다. 수반되는 작은 온천탕, 기념비적인 수영장 및 여러 벽은 이전 발굴에서 이미 알려져 있었다. 빌라의 동쪽 날개의 심장부는 다층 반원형 정자이다. 낮은 홀은 그 자리에 보존된 마차 경주를 나타내는 벽화로 장식되어 있다. 그림의 연대는 2세기 1/4분기로 거슬러 올라간다. 4세기와 5세기의 발견에 따르면 이 사이트는 고대 후기에 적어도 부분적으로 사람이 거주했음을 보여준다. 5세기와 6세기 사이에 목욕탕은 수많은 매장이 있는 기독교 매장 예배당으로 개조되었다.

### 중세 퓌이
카롤루스 왕조 시대에 매장 예배당 주변에 추가 건물이 세워졌다. 초기 중세 (5-7세기) 동안 묘지가 레 데저에서 운영되고 있었다.
10세기에 부르고뉴 왕가는 퓌이에 있는 포도밭을 파예른 수도원에 양도했다. 수도회는 1536년까지 퓌이에 있는 이 땅을 유지했다. 1079년에 올티겐의 주교 부르하르트는 퓌이에 있는 황제로부터 일부 재산을 받았다. 이 땅은 이전에 스와비아의 루돌프의 소유였다. 그때부터 로잔 주교는 퓌이 영지에 대한 관할권을 갖게 되었다. 주교는 처음에 포시니 영주에게 영지를 수여했으며, 이후 1276년에는 드 투아르-비야르 가문에게 수여했다. 두 명의 장교, Sautier 또는 Weibel 및 Seneschal, 사법부를 책임졌다. 제네바-루린 가문인 제네바 백작은 1536년까지 임명 고위직(Seneschals)이었으며, 실질적으로 퓌이의 통치자였다. 다른 많은 종교 지도자와 세속 지도자들은 마을의 토지나 권리를 소유했다. 1555년까지 그뤼에르 백작은 이 지역에서 가장 큰 지주 중 하나였다. 1509년, 베른과 프리부르가 그뤼에르 백작과 퓌이 시민들 사이에서 중재했다. 퓌이의 시장 건물은 적어도 1558년까지 사용되었다.
지자체는 13세기에 부분적으로 독립된 도시가 되기 시작했으며 1368년에 인가(plaict général)를 받았다. 이 도시는 1719년까지 11명의 구성원 그룹이 될 때까지 12명의 구성원으로 구성된 평의회에 의해 관리되었다. 평의회는 기사 배너넷이 이끌었다.

### 근현대 퓌이
1536년에 퓌이 시는 베른과 로잔의 관리 하에 들어갔다. 로잔은 1717년에 그들의 권리를 포기했다. 1536년부터 1798년까지 로잔 영지에 속했다. 그런 다음 1798년부터 2006년까지 로잔 지역에 있었다. Le Prieuré 건물은 원래 파예른 수도원의 수도원이었다. 베르네제 시대에는 와인 저장고와 포도원 집으로 사용되었다.
원래 교구 교회는 아마도 9세기부터 생모리스에게 헌정되었을 것이다. 14세기와 16세기 사이에 재건되어 장크트 게르만에게 봉헌되었다. 2001년에 소실되었다가 2004년에 다시 재건되었다. 종교개혁 이후에 본당에는 파두와 벨몽도 포함되어 있었는데, 이는 1897년에 독립했다. 사택은 1594년 사이에 지어졌고 1723년에 재건되었다. 샹블랑드 교회는 1938년에 지어졌다. 1953년에 라로지아즈에 하나, 1954년에 세인트 모리셔스 가톨릭 교구가 만들어졌다.

## 지리

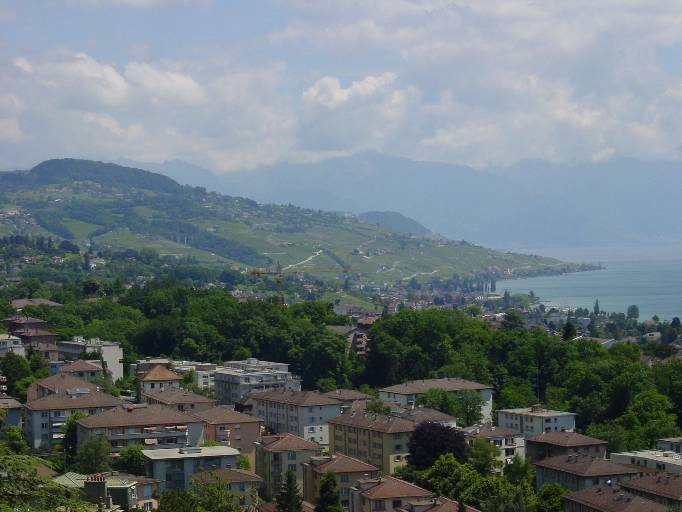
로잔에서 본 퓌이

계산 방법에 따라 다르지만, 퓌이의 면적은 2009년 기준으로 5.85–5.91 k㎡이다. 이 면적 중 1.2k㎡ (20.5%)가 농업 목적으로 사용되는 반면 1.41k㎡ (24.1%)는 삼림으로 사용된다. 나머지 토지 중 3.28k㎡ (56.1%)가 정착(건물 또는 도로), 0.01k㎡ (0.2%)가 강 또는 호수이고 0.01k㎡ (0.2%)는 비생산적인 토지이다.
건설 면적 중 주택과 건물이 37.3%, 교통 기반 시설이 13.2%를 차지했다. 공원, 녹지대, 운동장이 4.4%를 차지했다. 산림을 제외한 모든 산림면적은 울창한 산림으로 덮여 있다. 농경지 중 13.2%는 작물 재배에 사용되며 4.8%는 목초지이며, 2.6%는 과수원이나 덩굴 작물에 사용된다. 시정촌의 모든 물은 흐르는 물이다.
지자체는 2006년 8월 31일에 해산될 때까지 로잔구의 일부였으며, 퓌이는 새로운 라보-오롱구의 일부가 되었다.
시정촌은 제네바 호수에서 조라트까지 뻗어 있으며, 해발 806m의 몽드퓌이 봉우리를 포함한다. 그것은 샹블랑드, La Perraudettaz, Port, Rochettaz 및 La Rosiaz의 마을로 구성된다.

### 기후
퓌이에는 연간 평균 117.7일의 비 또는 눈이 내리고 평균 강수량은 1,132mm이다. 가장 습한 달은 5월로 이 기간 동안 퓌이는 평균 113mm의 비나 눈을 내렸다. 이달의 평균 강수일은 11.7일이다. 일년 중 가장 건조한 달은 2월로 8.5일 동안 평균 강수량이 64mm이다. 이 기후에 대한 쾨펜 기후 구분 하위 유형은 서안 해양성 기후(Cfb)이다.
| Pully (1991–2020)의 기후          | Pully (1991–2020)의 기후 | Pully (1991–2020)의 기후 | Pully (1991–2020)의 기후 | Pully (1991–2020)의 기후 | Pully (1991–2020)의 기후 | Pully (1991–2020)의 기후 | Pully (1991–2020)의 기후 | Pully (1991–2020)의 기후 | Pully (1991–2020)의 기후 | Pully (1991–2020)의 기후 | Pully (1991–2020)의 기후 | Pully (1991–2020)의 기후 | Pully (1991–2020)의 기후 |
| 월                                | 1월                      | 2월                      | 3월                      | 4월                      | 5월                      | 6월                      | 7월                      | 8월                      | 9월                      | 10월                     | 11월                     | 12월                     | 연간                     |
| --------------------------------- | ------------------------ | ------------------------ | ------------------------ | ------------------------ | ------------------------ | ------------------------ | ------------------------ | ------------------------ | ------------------------ | ------------------------ | ------------------------ | ------------------------ | ------------------------ |
| 일평균 최고 기온 °C (°F)          | 4.7 (40.5)               | 5.9 (42.6)               | 10.5 (50.9)              | 14.6 (58.3)              | 18.9 (66.0)              | 22.8 (73.0)              | 25.0 (77.0)              | 24.5 (76.1)              | 19.8 (67.6)              | 14.6 (58.3)              | 8.9 (48.0)               | 5.4 (41.7)               | 14.6 (58.3)              |
| 일일 평균 기온 °C (°F)            | 2.7 (36.9)               | 3.3 (37.9)               | 7.0 (44.6)               | 10.6 (51.1)              | 14.6 (58.3)              | 18.4 (65.1)              | 20.5 (68.9)              | 20.1 (68.2)              | 16.0 (60.8)              | 11.7 (53.1)              | 6.7 (44.1)               | 3.5 (38.3)               | 11.3 (52.3)              |
| 일평균 최저 기온 °C (°F)          | 0.7 (33.3)               | 0.8 (33.4)               | 3.7 (38.7)               | 6.8 (44.2)               | 10.7 (51.3)              | 14.3 (57.7)              | 16.2 (61.2)              | 16.2 (61.2)              | 12.7 (54.9)              | 9.1 (48.4)               | 4.5 (40.1)               | 1.5 (34.7)               | 8.1 (46.6)               |
| 평균 강수량 mm (인치)             | 75 (3.0)                 | 64 (2.5)                 | 72 (2.8)                 | 84 (3.3)                 | 113 (4.4)                | 107 (4.2)                | 103 (4.1)                | 110 (4.3)                | 98 (3.9)                 | 111 (4.4)                | 99 (3.9)                 | 98 (3.9)                 | 1,132 (44.6)             |
| 평균 강설량 cm (인치)             | 10.9 (4.3)               | 14.3 (5.6)               | 1.6 (0.6)                | 0.2 (0.1)                | 0.0 (0.0)                | 0.0 (0.0)                | 0.0 (0.0)                | 0.0 (0.0)                | 0.0 (0.0)                | 0.0 (0.0)                | 1.1 (0.4)                | 7.0 (2.8)                | 35.1 (13.8)              |
| 평균 강수일수 (≥ 1.0 mm)          | 9.8                      | 8.5                      | 9.0                      | 9.2                      | 11.7                     | 9.9                      | 9.6                      | 9.5                      | 8.9                      | 10.3                     | 10.4                     | 10.9                     | 117.7                    |
| 평균 강설일수 (≥ 1.0 cm)          | 2.9                      | 2.8                      | 1.3                      | 0.1                      | 0.0                      | 0.0                      | 0.0                      | 0.0                      | 0.0                      | 0.0                      | 0.8                      | 1.9                      | 9.8                      |
| 평균 상대 습도 (%)                | 78                       | 73                       | 68                       | 64                       | 67                       | 66                       | 64                       | 67                       | 73                       | 78                       | 79                       | 79                       | 71                       |
| 평균 월간 일조시간                | 77                       | 109                      | 169                      | 193                      | 213                      | 240                      | 259                      | 241                      | 188                      | 132                      | 79                       | 58                       | 1,957                    |
| 가능 일조율                       | 29                       | 39                       | 48                       | 50                       | 49                       | 55                       | 59                       | 59                       | 53                       | 41                       | 30                       | 23                       | 47                       |
| 출처: MeteoSwiss (snow 1981–2010) |                          |                          |                          |                          |                          |                          |                          |                          |                          |                          |                          |                          |                          |

## 인구통계

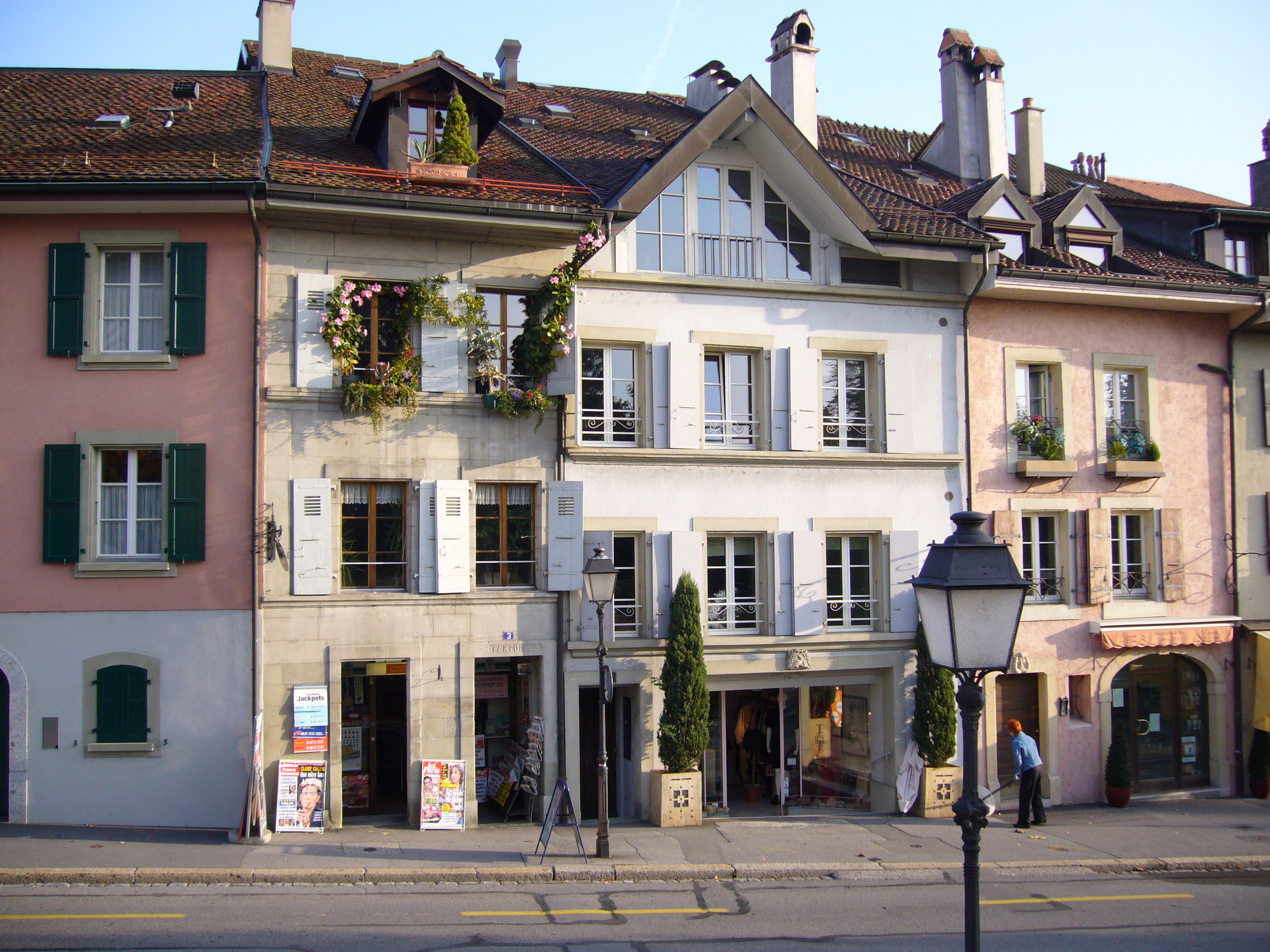
퓌이의 주택

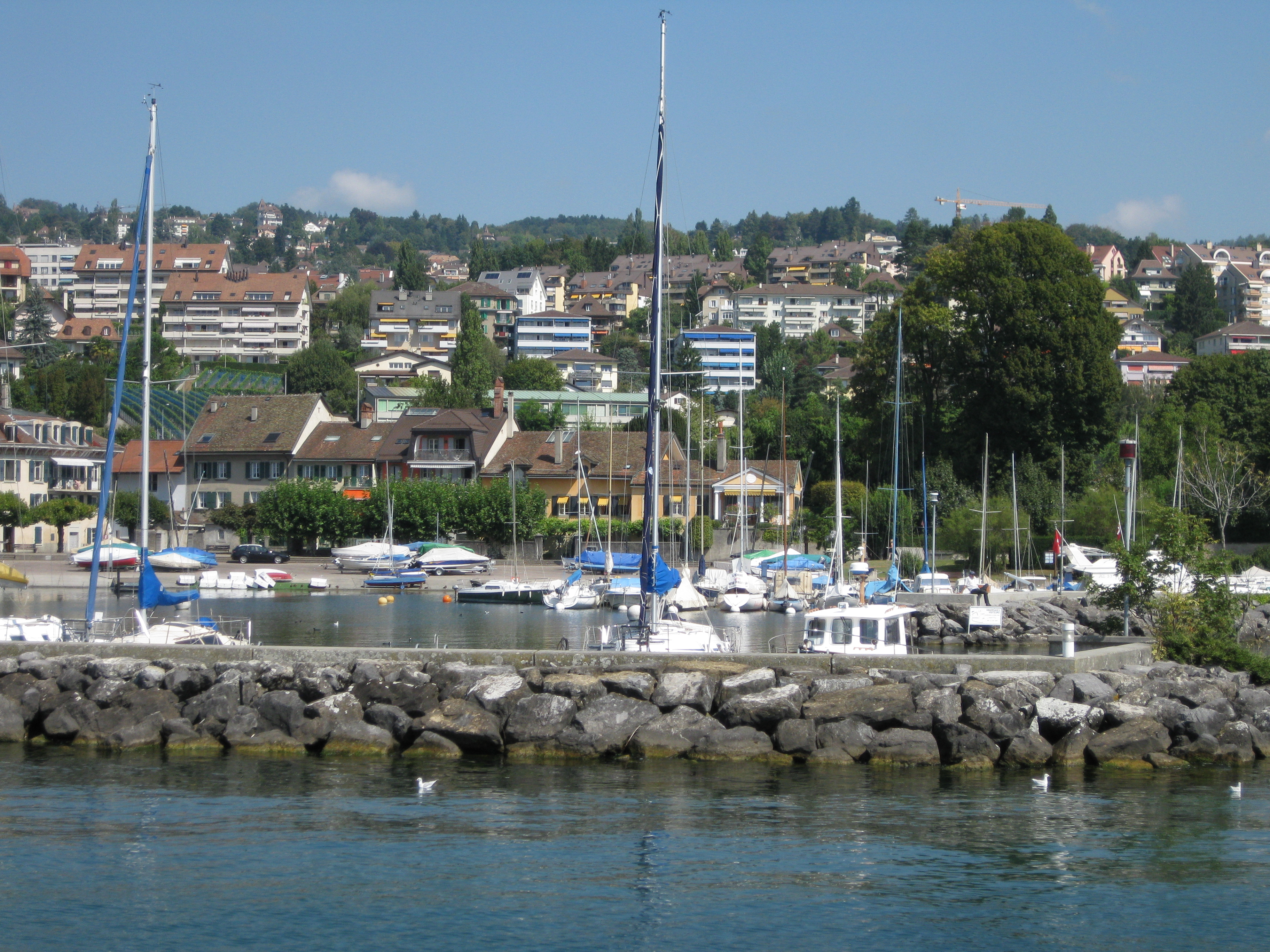
퓌이호의 전면과 선착장

퓌이의 인구(2020년 12월 기준)는 18,694명이다. 2008년 기준으로 인구의 27.3%가 거주하는 외국인이다. 지난 10년(1999-2009년) 동안 인구는 6.8%의 비율로 변화했다. 이주로 인해 7.3%의 비율로, 출생 및 사망으로 인해 -0.2%의 비율로 변경되었다.
2000년 기준, 인구 대부분인 13,270명(82.8%)이 프랑스어를 사용하며, 독일어가 774명(4.8%)으로 2위이고, 이탈리아어가 453명(2.8%)으로 3위이다. 로만슈어를 구사하는 사람이 3명 있다.
지자체의 인구 중 2,669명(약 16.6%)이 2000년에 퓌이에서 태어나 그곳에 살았다. 같은 주에서 태어난 5,190명(32.4%)이 있었고, 2,824명(17.6%)이 스위스 다른 곳에서 태어났고, 4,928명(또는 17.6%)이 스위스에서 태어났다. 30.7%는 스위스 밖에서 태어났다.
2008년에는 스위스 시민이 106명, 비스위스계 시민이 40명이었고, 같은 기간에 스위스 시민이 157명, 비스위스계 시민이 12명 사망했다. 이민과 이주를 무시하면 스위스 시민의 인구는 51명 감소했고, 반면 외국인 인구는 28명 증가했다. 스위스에서 이민 온 스위스 남성은 9명, 스위스로 재이민 온 스위스 여성은 2명이었다. 동시에 다른 나라에서 스위스로 이주한 128명의 비스위스계 남성과 147명의 비스위스계 여성이 있었다. 2008년 전체 스위스 인구 변화(시 경계를 넘는 이동을 포함한 모든 출처에서)는 71명이 감소했고, 비스위스계 인구는 227명이 증가했다. 이는 0.9%의 인구 증가율을 나타낸다.
2009년 현재 퓌이의 연령 분포는 다음과 같다. 1,568명(인구의 9.2%)이 0~9세이고 1,814명(10.6%(10.6%) 10~19세)이 있다. 성인 인구 중 1,608명(인구의 9.4%(20~29세))이 있다. 2,294명(13.4%)은 30~39세, 2,571명(15.1%)은 40~49세, 2,205명(12.9%)은 50~59세이다. 고령자 분포는 2,236명(인구의 13.16%)이 69세는 70~79세가 1,610명(9.4%), 80~89세가 972명(5.7%), 90세 이상이 201명(1.2%)이다.
2000년 기준으로 시정촌에 미혼이거나 독신인 사람은 5,999명이다. 기혼자는 7,763명, 미망인은 1,110명, 이혼한 사람은 1,162명이었다.
2000년 기준으로 시정촌의 개인가구는 7,539세대로 가구당 평균 2.1명이다. 1인 가구는 3,013가구, 5인 이상 가구는 292가구였다. 총 7,690가구 중 1인 가구가 39.2%로 부모와 동거하는 성인이 36명이었다. 나머지 가구 중 자녀가 없는 부부는 2,090쌍, 자녀가 있는 부부는 1,829쌍이다. 자녀가 있는 편부모는 439명이었다. 132가구는 혈연관계가 없는 사람들로, 151가구는 일종의 기관이나 집단주택으로 구성되어 있었다.
2000년에는 총 1,888세대의 주거용 건물 중 706세대(전체의 37.4%)가 있었다. 다가구주택은 823채(43.6%), 주거용으로 주로 사용되는 다목적동은 274채(14.5%), 기타 용도(상업, 공업)는 85채(4.5%)였다. 단독 주택 중 1919년 이전에 123채, 1990년에서 2000년 사이에 21채가 건설되었다. 1919년에서 1945년 사이에 가장 많은 단독 주택(249채)이 건설되었다. 1960년과 그 다음으로 많은 주택(159채)이 1919년 이전에 지어졌다. 1996년에서 2000년 사이에 30채의 다가구 주택이 건설되었다.
2000년에 시정촌에는 8,248개의 아파트가 있었다. 가장 일반적인 아파트 크기는 3개의 방이었으며, 그중 2,230개가 있었다. 1인실 아파트는 502채, 5실 이상 아파트는 2천241채였다. 이 중 상가주택은 총 7,348채(전체의 89.1%), 비수기형은 738채(8.9%), 공실은 162채(2.0%)였다. 2009년 기준 신규주택 건설률은 인구 1,000명당 4세대이다. 2010년 시정촌 공실률은 0.27%였다.
역사적 인구는 다음 차트에 나와 있다.

## 국가중요문화재
Villa Eupalinos의 정원과 Prieuré의 로마 빌라는 국가적으로 중요한 스위스 문화 유산으로 지정되어 있다. 퓌이의 전체 도시 마을은 스위스 유산 목록의 일부이다.

## 정치
2007 년 연방 선거에서 가장 인기 있는 정당은 19.61%의 득표율을 얻은 SP였다. 다음으로 가장 인기 있는 3개 정당은 SVP (17.79%), FDP (15.48%), 녹색당 (13.96%)이었다. 이번 연방선거에서는 총 5,123표가 투표되었고, 투표율은 50.5%였다.

## 경제
2010년 현재 퓌이의 실업률은 4.4%이다. 2008년 기준으로 1차 경제 부문에 27명이 고용되어 있고, 이 부문에 약 9개 기업이 참여하고 있다. 427명이 2차 부문에 고용되었고, 이 부문에 71개의 기업이 있었다. 4,287명이 3차 부문에 고용되었으며, 이 부문에는 565개의 기업이 있다. 시정촌 주민은 7,822명으로 일정 정도 고용되었으며, 그중 여성이 전체 노동력의 47.2%를 차지하였다.
2008년에 정규직에 해당하는 총 일자리 수는 3,961개였다. 1차 부문의 일자리 수는 21개였으며, 그중 18개는 농업에, 3개는 임업 또는 목재 생산에 종사했다. 2차 부문의 일자리 수는 399개로 그 중 제조업이 56개(14.0%), 건설업이 322개(80.7%)였다. 3차 부문의 일자리는 3,541개였다. 3차 부문에서 560명(15.8%)는 도소매 또는 자동차 수리업, 46명(1.3%)는 상품의 이동 및 보관, 160명(4.5%)는 호텔 또는 레스토랑, 154명(4.3%)는 정보 산업에 종사했다. 325명(9.2%)가 보험 또는 금융 산업, 936명(26.4%)가 기술 전문가 또는 과학자, 438명(12.4%)가 교육, 432명(12.2%)가 의료 분야였다.
2000년 기준 자치단체로 통근하는 근로자는 3,551명, 출퇴근하는 근로자는 6,070명이었다. 지자체는 근로자의 순수출 지자체로, 1명이 전입할 때 약 1.7명의 근로자가 지자체를 떠나고 있다. 퓌이에 들어오는 인력의 약 1.3%는 스위스 외부에서 오고, 현지인 중 0.1%는 일을 위해 스위스에서 출퇴근한다. 근로 인구 중 28.7%가 출퇴근용 대중교통을, 53.9%가 자가용을 이용하였다. 퓌이에 본사를 둔 주요 기업은 다음과 같다.
- ECOM Agroindustrial
- Naftiran Intertrade (상품)
- 산도즈 가문 재단 (자선)
- 테트라 라발 (포장).

## 종교
2000년 인구 조사에서 로마 가톨릭 신자는 5,953명(37.1%)이었고, 스위스 개혁 교회는 5,730명(35.7%) 이었다. 나머지 인구 중 정교회 교인은 310명(인구의 약 1.93%), 크리스찬 가톨릭 교회 교인은 17명(인구의 약 0.11%)이 있었다. 다른 기독교 교회에 속한 개인은 449명(또는 인구의 약 2.80%)이 있었다. 유대인은 246명(인구의 약 1.53%)이었고, 이슬람교는 383명(인구의 약 2.39%), 불교 43명, 힌두교인 25명과 다른 종교에 속한 44명이 있었다. 2,288명(인구의 약 14.27%)이 교회에 속하지 않고, 불가지론자 또는 무신론자이며, 748명(인구의 약 4.67%)이 질문에 대답하지 않았다.

## 교육
퓌이에서는 인구의 약 5,457명(34.0%)이 필수가 아닌 고등 교육을 이수했으며, 4,353명(27.1%)이 추가 고등 교육(대학 또는 응용학문대학)을 마쳤다. 고등 교육을 마친 4,353명 중 45.6%가 스위스 남성, 31.2%가 스위스 여성, 12.9%가 비스위스계 남성, 10.3%가 비스위스계 여성이었다.
2009/2010 학년도에 퓌이 학군에는 총 1,488명의 학생이 있었다. 보주 주립학교 시스템에서는 정치 구역에서 2년간의 의무가 아닌 유아원을 제공한다. 학년도 동안 정치 지역은 총 665명의 어린이에게 유치원 보육을 제공했으며, 그중 232명의 어린이(34.9%)가 보조금을 받는 유치원 보육을 받았다. 주의 초등학교 프로그램은 학생들이 4년 동안 출석해야 한다. 시립 초등학교 프로그램에는 748명의 학생이 있었다. 중학교 의무 프로그램은 6년 동안 지속되며, 해당 학교의 학생은 728명이었다. 홈스쿨링을 하거나 다른 학교에 다니는 학생도 12명이었다.
2000년 기준으로 퓌이에는 다른 시정촌에서 온 1,597명의 학생이 있었고, 699명의 주민들은 시외 학교에 다녔다.
퓌이에는 시립 도서관(Bibliothèque communale)이 있다. 도서관은 (2008년 현재) 35,969권의 책 또는 기타 매체를 보유하고 있으며 같은 해에 60,692권을 대출했다. 그 해에는 주당 평균 28시간씩 총 206일을 열었다.
국제 학교인 Collège Champittet은 코뮌에 퓌이 캠퍼스가 있다.

## 교통
작은 마을임에도 불구하고 퓌이에는 퓌이 북역과 퓌이역이라는 2개의 기차역이 있다. 로잔에서 동쪽으로 출발하는 기차 노선이 두 갈래로 나뉘는데, 한 노선은 북쪽으로 베른으로, 다른 한 노선은 동쪽으로 심플론 터널을 향하여 각각 퓌이를 통과하기 때문이다. 두 역 모두 RER 보 통근 철도 네트워크의 열차가 운행된다.